# Palagano
Palagano é uma comuna italiana da região da Emília-Romanha, província de Modena, com cerca de 2.461 habitantes. Estende-se por uma área de 60 km², tendo uma densidade populacional de 41 hab/km². Faz fronteira com Frassinoro, Lama Mocogno, Montefiorino, Polinago, Prignano sulla Secchia, Riolunato, Toano (RE).

## Demografia
| Variação demográfica do município entre 1861 e 2011                               |
|                                                                                   |
| Fonte: Istituto Nazionale di Statistica (ISTAT) - Elaboração gráfica da Wikipedia |

## Cidades-irmãs
- Carqueiranne, França